# Zoraida Santiago (taekwondo)
Zoraida Santiago (22 de junio de 1982) es una deportista puertorriqueña que compitió en taekwondo
Ganó una medalla de plata en el Campeonato Mundial de Taekwondo de 2009, y dos medallas de bronce en el Campeonato Panamericano de Taekwondo en los años 2002 y 2008. En los Juegos Panamericanos de 2007 consiguió una medalla de bronce.

## Palmarés internacional
| Campeonato Mundial      | Campeonato Mundial      | Campeonato Mundial | Campeonato Mundial |
| Año                     | Lugar                   | Medalla            | Categoría          |
| ----------------------- | ----------------------- | ------------------ | ------------------ |
| 2009                    | Copenhague (Dinamarca)  | Medalla de plata   | –46 kg             |
| Juegos Panamericanos    |                         |                    |                    |
| Año                     | Lugar                   | Medalla            | Categoría          |
| 2007                    | Río de Janeiro (Brasil) | Medalla de bronce  | –49 kg             |
| Campeonato Panamericano |                         |                    |                    |
| Año                     | Lugar                   | Medalla            | Categoría          |
| 2002                    | Quito (Ecuador)         | Medalla de bronce  | –47 kg             |
| 2008                    | Caguas (Puerto Rico)    | Medalla de bronce  | –47 kg             |